# 小宮民部
小宮 民部（こみや みんぶ、文政6年8月23日（1823年9月27日） - 明治2年11月29日（1869年12月31日））は、幕末の小倉藩士。諱は親懐。四郎左衛門、又彦、小三郎とも称す。

## 経歴
秋山家に生まれ、天保11年（1840年）、中老の小宮家を継ぐ。嘉永6年（1853年）、家老となり、財政改革に尽力し、農兵隊を設立した。藩主小笠原忠幹の信任厚く民部の名を賜る。慶応元年（1865年）9月、忠幹が没するや、その喪を秘し、幼君豊千代丸（小笠原忠忱）を護り難局に当たった。
慶応2年（1866年）の第二次征長の際は、征長軍総督小笠原長行が去ったため、8月1日に小倉城を自焼させ香春に退却、その責を負い、のち自刃した。